# Шарльбур
Шарльбур — один из шести районов города Квебек, в провинции Квебек, в Канаде. Образован 1 января 2002 года.
Находится на северо-востоке города. Граничит на юге с районом Ла Сите-Лимуалу, на западе с районом Бопор, на востоке с районами Ле Ривьер и Ла-От-Сен-Шарль.
Девиз района — «Мое достоинство проистекает из моей веры и труда» (лат. Fide Et Labore Valebo).
Старый Шарльбур с 1965 года является историческим памятником провинции Квебек. Здесь находится множество архитектурных памятников XIX века.

## История
Истоки Шарльбура начинаются в 1626 году с основанной иезуитами колонии в честь Богоматери Ангелов. Принадлежавшая им территория находилась к северу от реки Сен-Шарль, что означает, что её южная часть входит ныне в состав района Лимуалу, в то время как северная является частью района Шарльбур. В 1665 году новый интендант Жан Талон основал здесь три деревни. Этот его поступок вызвал недовольство у иезуитов, являвшихся хозяевами этих земель. Первая из этих деревень занимала территорию в 25 гектаров, в центре неё была оставлена площадь в пять акров для будущей церкви, дома священника и под кладбище. Дома поселенцев располагались по периметру и таким образом, что все дороги вели на главную площадь. Вторая деревня из-за недостатка территории представляла собой полукруг. Третья деревня, Бург-Рояль, была основана в 1667 году чуть дальше на северо-востоке. Все три деревни положили начало городку Шарльсбур, получившему название от часовни, построенной в Бург-Рояле, в честь святого Карла (Шарля) Борромео.
Шарльбур — это, прежде всего, сельскохозяйственные угодья; кроме того, в первой половине XX века он стал курортом местного значения. Процесс урбанизации, начавшийся во второй половине 1900-х годов, превратил его в один из пригородов Квебека. В 1976 году региональные муниципальные округа Восточный Шарльбур, Нотр-Дам-де-Лорентид, Орсенвиль и городок Шарльбур объединились, чтобы стать городом Шарльбур.
1 января 2002 года этот город был упразднён, а его территория, вместе с другими региональными муниципальными округам, вошла в состав Квебека и образовала район Шарльбур.

## Округа
Территория района разделена на шесть округов, однако только два из них имеют официальное название, Нотр-Дам-де-Лорентид и Де Жесюит. Эта территория разделена на четыре избирательных округа.
Остальные четыре округа отмечены, как Округ 4-2 (бывший городок Орсенвиль), Округ 4-3 (бывший муниципальный региональный округ Восточный Шарльбур, называемый также Бург-Рояль), Округ 4-5 (исторический район Шарльбура), Округ 4-6 (бывшая деревня Сен-Родриг) и получат официальные названия, после того, как будут сформированы местные советы.
В городском совете Квебека Шарльбур представлен советником по каждому из четырёх избирательных округов.
| Район | Район    | Избирательны округ | Советник           | Партия              |
| ----- | -------- | ------------------ | ------------------ | ------------------- |
| 4     | Шарльбур | Сен-Родриг         | место ваканто      |                     |
|       |          | Тре-Каррэ          | Мишель Морен-Дуаль | Команда Лебона (EL) |
|       |          | Де Сентьер         | Одетт Симоно       | Команда Лебона (EL) |
|       |          | Де Монт            | Жан-Мари Лалиберте | Команда Лебона (EL) |

В настоящее время председателем районного совета является Одетт Симоно.